# Tennis bei der Sommer-Universiade
Tennis gehört bei der Sommer-Universiade seit der erstmaligen Ausrichtung 1959 zu den Kernsportarten. Lediglich 1975 und 1989 wurden keine Tenniswettbewerbe im Rahmen der Universiade ausgetragen. Wettbewerbe im Einzel und Doppel jeweils der Herren und Damen sowie ein Mixeddoppel sind ebenfalls seit der ersten Universiade Teil des Wettkampfprogramms. Seit 2009 wird auch jeweils ein Teamwettbewerb für Herren und Damen ausgetragen, bei dem die Spieler im Rahmen der Einzel- und Doppelwettbewerbe Punkte anhand ihres Abschneidens für die Mannschaftswertung erzielen.
Bis einschließlich der Universiade 1985 wurde neben dem Finale auch ein Kleines Finale als Spiel um die Bronzemedaille ausgetragen, seit der folgenden Ausrichtung 1989 erhalten beide unterlegenen Halbfinalisten jeweils die Bronzemedaille.

## Die Sieger
| Jahr | Herreneinzel      | Dameneinzel              | Herrendoppel                                | Damendoppel                                 | Mixed                                  | Herrenteam        | Damenteam                 |
| ---- | ----------------- | ------------------------ | ------------------------------------------- | ------------------------------------------- | -------------------------------------- | ----------------- | ------------------------- |
| 1959 | François Jauffret | Irina Ermolova           | Hanna Masao Nagasaki                        | Maria Chiara Ramorino Maria Teresa Riedl    | Maria Chiara Ramorino Massimo Drisaldi |                   |                           |
| 1961 | Boro Jovanović    | Jitka Horčičková         | Boro Jovanović Nikola Pilić                 | Mina Namian                                 | Maria Teresa Riedl Massimo Drisaldi    |                   |                           |
| 1963 | Bodo Nitsche      | Jitka Horčičková         | Bodo Nitsche Lothar Pawlik                  | Györgyi Fehér Zsuzsa Kunovits               | Maria Teresa Riedl Giordano Maioli     |                   |                           |
| 1965 | Ion Țiriac        | Maria Teresa Riedl       | Dick Dell Allen Fox                         | Alessandra Gobbo Maria Teresa Riedl         | Judith Dibar Ion Țiriac                |                   |                           |
| 1967 | Isao Watanabe     | Nell Truman              | José María Gisbert Juan Gisbert             | Ada Bakker Astrid Suurbeek                  | Kaye Dening Geoff Pollard              |                   |                           |
| 1970 | Patrick Proisy    | Tiiu Parmas              | Jun Kamiwazumi Toshiro Sakai                | Ada Bakker Tine Zwaan                       | Tiiu Parmas Toomas Leius               |                   |                           |
| 1973 | Teimuras Kakulia  | Olga Morosowa            | Teimuras Kakulia Wladimir Korotkow          | Zaiga Jansone Olga Morosowa                 | Olga Morosowa Teimuras Kakulia         |                   |                           |
| 1975 | nicht ausgetragen | nicht ausgetragen        | nicht ausgetragen                           | nicht ausgetragen                           | nicht ausgetragen                      | nicht ausgetragen |                           |
| 1977 | Tomáš Šmíd        | Marina Kroschina         | Pavel Složil Tomáš Šmíd                     | Florența Mihai Virginia Ruzici              | Renáta Tomanová Pavel Složil           |                   |                           |
| 1979 | Vadim Borisov     | Zhmyreva                 | Ramiz Akhmerov Vadim Borisov                | Florența Mihai Virginia Ruzici              | Virginia Ruzici Banriel                |                   |                           |
| 1981 | Florin Segărceanu | Virginia Ruzici          | Andrei Dîrzu Florin Segărceanu              | Florența Mihai Virginia Ruzici              | Virginia Ruzici Florin Segărceanu      |                   |                           |
| 1983 | Richard Gallien   | Cecilia Fernandez        | Jeff Arons John Sevely                      | Karen Dewis Jill Hetherington               | Jill Hetherington Bill Jenkins         |                   |                           |
| 1985 | Alexander Swerew  | Laryssa Sawtschenko      | Sergey Leonyuk Alexander Swerew             | Swetlana Parchomenko Laryssa Sawtschenko    | Daniela Moise Florin Segărceanu        |                   |                           |
| 1987 | Bruno Orešar      | Leila Mes’chi            | Branislav Stankovič Richard Vogel           | Leila Mes’chi Wiktorija Milwidskaja         | Sabrina Goleš Bruno Orešar             |                   |                           |
| 1989 | nicht ausgetragen | nicht ausgetragen        | nicht ausgetragen                           | nicht ausgetragen                           | nicht ausgetragen                      | nicht ausgetragen |                           |
| 1991 | Xia Jiaping       | Mana Endō                | Chang Eui-jong Ji Seung-ho                  | Mana Endō Rika Hiraki                       | Susan Gilchrist Brett Hansen-Dent      |                   |                           |
| 1993 | Shin Han-cheol    | Yi Jing-Qian             | Kim Nam-soon Kong Tae-hee                   | Chen Li-Ling Yi Jing-Qian                   | Rika Hiraki Natsuki Harada             |                   |                           |
| 1995 | Yoon Yong-il      | Kaoru Shibata            | David Caldwell Paul Goldstein               | Shinobu Asagoe Rika Hiraki                  | Wang Shi-ting Chen Chih-jung           |                   |                           |
| 1997 | Yoon Yong-il      | Wang Shi-ting            | Lee Hyung-taik Yoon Yong-il                 | Hsu Wang Shi-ting                           | Jeon Mi-ra Kim                         |                   |                           |
| 1999 | Lee Hyung-taik    | Janet Lee                | Pavel Kudrnáč Tomáš Macharáček              | Janet Lee Wang Shi-ting                     | Kim Eun-ha Kim Dong-hyun               |                   |                           |
| 2001 | Lee Seung-Hoon    | Li Na                    | Juan Carlos Arredondo Carlos Alberto Lozano | Li Na Li Ting                               | Li Na Zhu Benqiang                     |                   |                           |
| 2003 | Lu Yen-hsun       | Gjulnara Fattachetdinowa | Iain Bates Jim May                          | Chan Chin-wei Chuang Chia-jung              | Marija Golowisnina Artjom Derepasko    |                   |                           |
| 2005 | Artem Sitak       | Eva Hrdinová             | Artem Sitak Dmitri Sitak                    | Chuang Chia-jung Hsieh Su-wei               | Chuang Chia-jung Chen Ti               |                   |                           |
| 2007 | Danai Udomchoke   | Alissa Kleibanowa        | Sanchai Ratiwatana Sonchat Ratiwatana       | Latisha Chan Chuang Chia-jung               | Eva Hrdinová Pavel Šnobel              |                   |                           |
| 2009 | Aleksander Slović | Xenija Lykina            | Yi Chu-huan Lee Hsin-han                    | Witalija Djatschenko Jekaterina Makarowa    | Chuang Chia-jung Yi Chu-huan           | Serbien           | Russland                  |
| 2011 | Lim Yong-kyu      | Nudnida Luangnam         | Hsieh Cheng-peng Lee Hsin-han               | Shūko Aoyama Kotomi Takahata                | Chan Chin-wei Lee Hsin-han             | Südkorea          | Thailand                  |
| 2013 | Lim Yong-kyu      | Sachie Ishizu            | Hsieh Cheng-peng Lee Hsin-han               | Anastassija Pawljutschenkowa Jelena Wesnina | Jelena Wesnina Andrei Kusnezow         | Südkorea          | Japan                     |
| 2015 | Chung Hyeon       | Chang Kai-chen           | Joe Salisbury Darren Walsh                  | Han Na-lae Lee So-ra                        | Lidsija Marosawa Andrej Wassileuski    | Südkorea          | Chinesisch Taipeh         |
| 2017 | Jason Jung        | Varatchaya Wongteanchai  | Aslan Karazew Ritschard Musajew             | Chan Hao-ching Latisha Chan                 | Erina Hayashi Kaito Uesugi             | Chinesisch Taipeh | Chinesisch Taipeh         |
| 2019 | Tseng Chun-hsin   | Naho Satō                | Sanjar Fayziyev Humoyun Sultonov            | Guo Hanyu Ye Qiuyu                          | Jana Sisikowa Iwan Gachow              | Usbekistan        | Japan Volksrepublik China |